# Zopilot capvermell
El zopilot capvermell o aura (Cathartes aura) és un ocell rapinyaire de la família dels catàrtids (Cathartidae) d'hàbits principalment necròfags que habita les dues Amèriques incloent les Antilles. El seu estat de conservació es considera de risc mínim.

## Morfologia
- De color negre brillant amb tons marrons.
- Pell nua del cap de color roig, amb el bec clar. Potes rogenques.
- Jove amb el plomatge menys lluent i cara i potes més fosques.

## Alimentació
S'alimenta principalment de carronya, però també menja un ample ventall de productes, des de fruites fins ous d'altres ocells, i encara petits rèptils o mamífers capturats vius.

## Hàbitat i distribució
Habita una gran varietat de medis naturals, des de selva i praderies, fins deserts, des del sud de la Colúmbia Britànica, pel sud del Canadà, a través dels Estats Units, Mèxic i Amèrica Central i del Sud, fins a la Terra del Foc. També a les illes de Trinidad, Cuba, Illa de la Juventud, Bahames septentrionals, Jamaica i les Malvines. Les poblacions septentrionals migren cap al sud en hivern.

## Reproducció
Fa el niu a terra, entre espesures de matolls o en coves i forats. No crien de manera colonial. Ponen dos ous de color marró. Ambdós pares tenen cura dels ous, que coven durant 38- 41 dies.